# Filippo Baldinucci

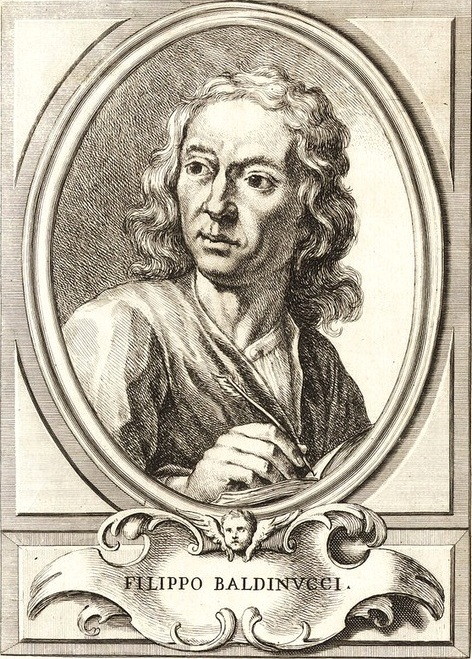
Filippo Baldinucci

Filippo Baldinucci (Florence, 1624 – aldaar, 1 januari 1697) was een Italiaans kunsthistoricus en schilder uit de 17e eeuw die wordt beschouwd als de belangrijkste biograaf van de kunstenaars uit de barokperiode.

## Biografie
Als zoon van een grote Florentijnse familie werd hij opgeleid bij de jezuïeten met de bedoeling een religieuze carrière op te bouwen. Hij zette deze studies evenwel stop om in 1664 bibliothecaris te worden bij de familie de Medici, meer bepaald kardinaal Leopold de Médici, broer van de groothertog. De kardinaal was ook mecenas en Baldinucci adviseerde hem hierbij. Na de dood van de kardinaal werd hij conservator van de groothertogelijke kunstcollectie.
Hij was een goed tekenaar, kopieerde vaak religieuze werken en maakte portretten van familieleden. Zijn ware roeping was evenwel schrijver worden. Hij had de ambitie om de nieuwe Giorgio Vasari te worden door het vervangen en verbeteren van de biografieën van kunstenaars en het aanvullen met Franse en Vlaamse artiesten die door Vasari over het hoofd waren gezien. Zijn belangrijkste werk was Notizie de' professori del disegno da Cimabue in qua.
Baldinucci maakte naam als een van de belangrijkste kunstkenners van Italië en legde ook zelf een verzameling aan. Hij hercatalogiseerde de collectie de Medicis en voegde er tekeningen en schilderijen aan toe. Hij gebruikte nieuwe organisatietechnieken met het doel er de modernste kunstcollectie - van die tijd - van te maken.
Zijn eigen collectie van een duizendtal tekeningen verviel aan de familie Strozzi en werd in 1806 aangekocht door het Louvre.

## Werken
- Comminciamento e progresso dell'arte dell'intagliare in rame colle vite di molti de' più eccellenti maestri della stessa professione... Firenze (1667).
- Vocabolario Toscano dell'Arte del Disegno, nel quale si explicano i propri termini e voci, non solo della Pittura, Scultura, & Architettura; ma ancora di altre Arti a quelle subordinate, e che abbiano per fondamento il Disegno.  Firenze (1681) herdruk in 1976.
- Notizie de' professori del disegno da Cimabue in qua, 6 delen,  (Firenze 1681-1728), deels postuum gepubliceerd, herdruk in 1975.
- een Historiek van de gravure (1686)
- Talrijke biografieën:
  - Vita del cav. Gio. Lorenzo Bernino, Lettera a Vinc. Capponi, Veglia sulle Belle Arti, Lezione accademica bij deel 2 van de Notizie (1682), uitgegeven door koningin Christina van Zweden twee jaar na zijn overlijden.

- Biblioteca Nacional de España: XX1609542
- Bibliothèque nationale de France: cb13755438t (data)
- CiNii: DA03406985
- Gemeinsame Normdatei: 11891345X
- International Standard Name Identifier: 0000 0001 2103 2229
- Library of Congress Control Number: n82048857
- Nationale Bibliotheek van Tsjechië: jo2002106342
- Nationale Bibliotheek van Israël: 987007276734205171
- Nederlandse Thesaurus van Auteursnamen: 07449595X
- RKD-Nederlands Instituut voor Kunstgeschiedenis: 3984
- Istituto Centrale per il Catalogo Unico: CFIV061621
- Système universitaire de documentation: 058612823
- Trove: 1247097
- Union List of Artist Names: 500011508
- Virtual International Authority File: 95751085
- WorldCat: E39PBJrm4PWBRVQP8qYDWtvyh3